# Chris Brown (athlétisme)
Pour les articles homonymes, voir Chris Brown (homonymie) et Brown.
Christopher Deon « Chris » Brown, également connu comme « Fireman »,  (né le 15 août 1978 à Nassau) est un athlète bahaméen spécialiste du 400 mètres. Champion du monde en salle du 400 m en 2010 à Doha, il est également champion olympique du relais 4 x 400 m en 2012 à Londres et champion du monde en 2001 à Edmonton.
Il possède l'un des plus beaux palmarès de la discipline : 4 médailles olympiques au relais 4 x 400 m (or en 2012, argent en 2008, bronze en 2000 et 2016), 4 médailles mondiales sur ce même relais (or en 2001, argent en 2005 et 2007, bronze en 2003) ainsi que 6 médailles mondiales en salle, dont 5 sur l'épreuve individuelle (or en 2010, argent en 2014, bronze en 2006, 2008 et 2012).

## Biographie

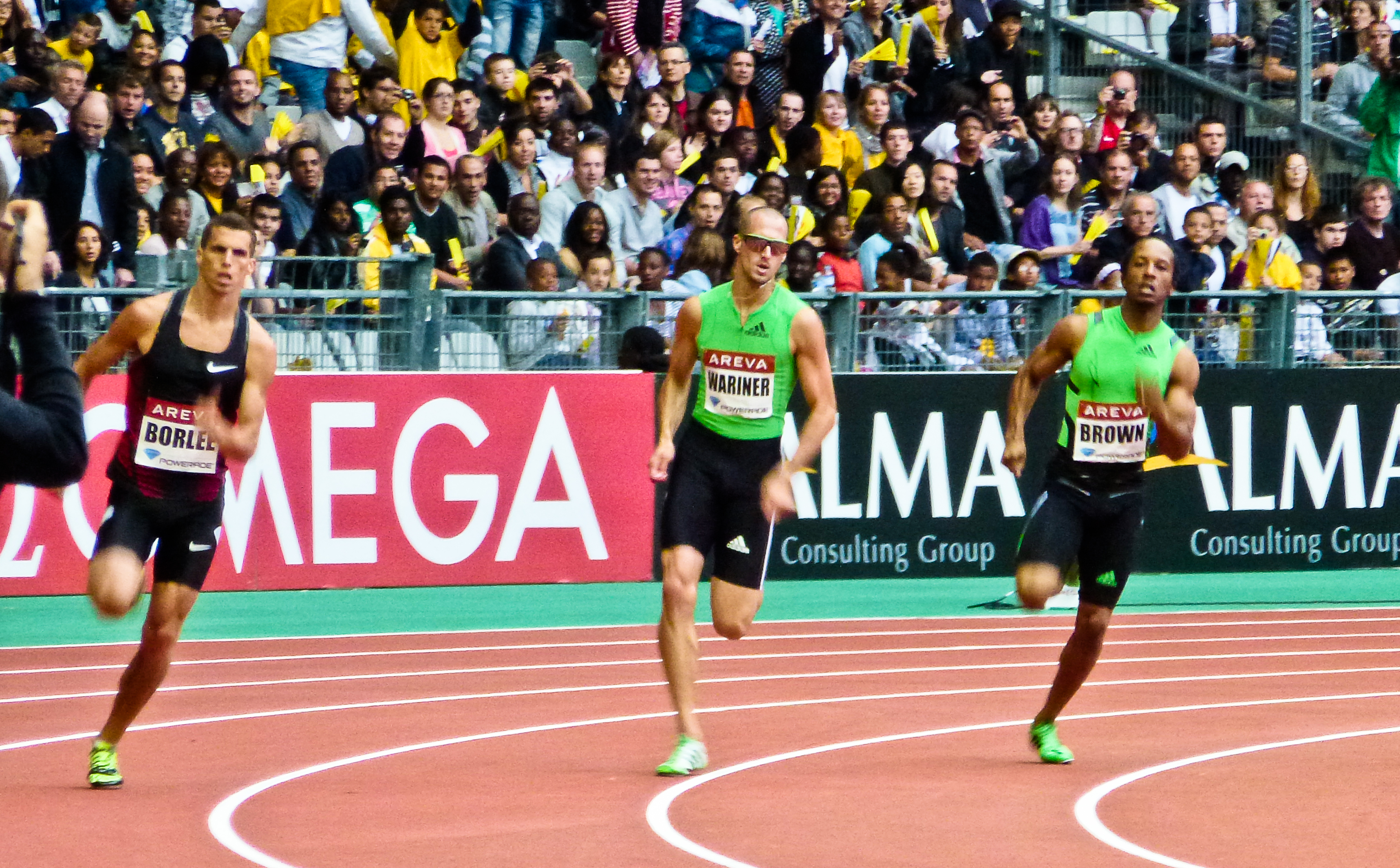
Chris Brown (droite) aux côtés de Jonathan Borlée et de Jeremy Wariner lors du meeting de Paris 2011

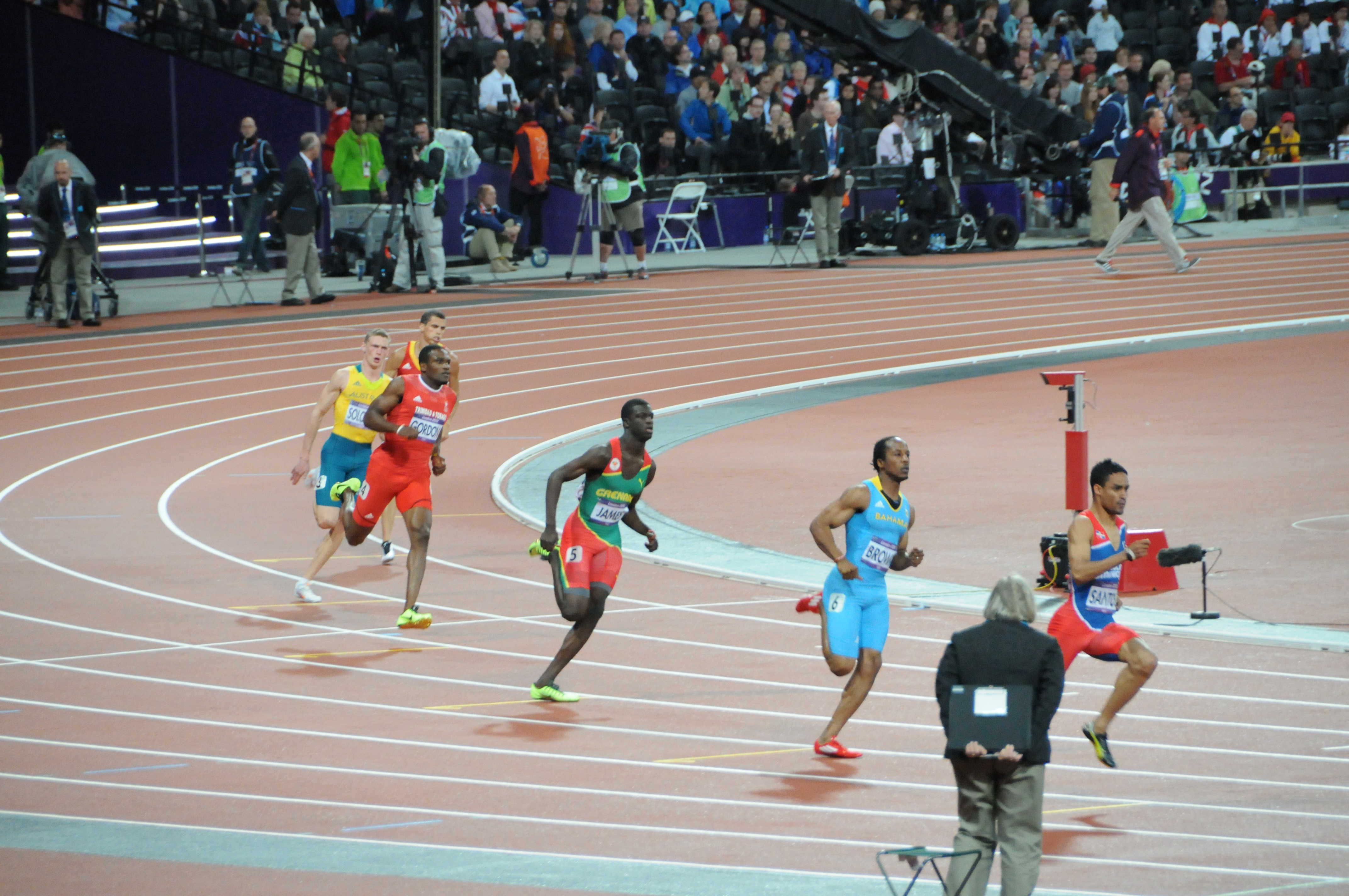
Chris Brown (bleu) lors de la finale des Jeux olympiques de Londres en 2012.

Membre du relais 4 × 400 m des Bahamas, Chris Brown remporte plusieurs médailles à l'occasion des Championnats du monde d'athlétisme. Initialement deuxièmes des mondiaux d'Edmonton en 2001, les Bahamas récupèrent finalement la médaille d'or à la suite de la disqualification de l'équipe des États-Unis pour dopage d'Antonio Pettigrew. Il remporte également dans cette discipline l'argent en 2001, 2005 et 2007, et le bronze en 2003. Il est également membre du relais bahaméen médaillé d'argent lors des Jeux olympiques d'été de 2008.
En 2006, Chris Brown remporte en individuel sa première médaille lors d'une compétition internationale majeure, terminant à la troisième place des Championnats du monde en salle de Moscou. Il obtient les meilleurs résultats de sa carrière lors des Jeux panaméricains 2007 de Rio de Janeiro en s'imposant d'abord sur 400 m devant le Canadien Tyler Christopher, avant de remporter quelques jours plus tard la finale du relais 4 × 400 m aux côtés de Andrae Williams, Avard Moncur et Michael Mathieu.
En début de saison 2008, Brown décroche une nouvelle médaille de bronze du 400 m à l'occasion des Mondiaux « indoor » de Valence. Il établit durant l'été la meilleure performance de sa carrière sur le tour de piste en signant le temps de 44 s 40 lors du Meeting d'Oslo. Il termine 3e de la Finale mondiale de l'athlétisme de Stuttgart, derrière LaShawn Merritt et Jeremy Wariner.
En 2009, l'athlète bahaméen remporte en 45 s 61 le 400 m de l'ISTAF Berlin, première étape de la Golden League 2009. Il poursuit sa saison en se classant cinquième de la finale des Championnats du monde de Berlin, puis en terminant deuxième de la Finale mondiale de l'athlétisme derrière LaShawn Merritt.
Le 13 mars 2010, Chris Brown remporte le premier titre international majeur de sa carrière, s'imposant en finale du 400 mètres des Mondiaux en salle de Doha. Auteur de son meilleur temps de l'année avec 45 s 96, il devance notamment le Cubain William Collazo et l'Américain Jamaal Torrance.
Lors des Championnats du monde 2011 à Daegu, il se fait surprendre sur la ligne d'arrivée de sa demi-finale qu'il finit 3e en 45 s 54 (le second terminant en 45 s 53) et n'est pas repêché au temps. Il ne participera donc pas à la finale pour 1 centième de seconde.
Le 9 juin 2012, à l'occasion du meeting Adidas Grand Prix de New York, 6e étape de la ligue de diamant 2012, il finit 3e du 400 mètres en 45 s 35, derrière le jeune athlète dominicain Luguelín Santos (45 s 24) et Jeremy Wariner (45 s 30),.
En août 2012, lors des Jeux olympiques de Londres, Christopher Brown remporte la médaille d'or du relais 4 × 400 m aux côtés de Demetrius Pinder, Michael Mathieu et Ramon Miller. L'équipe des Bahamas, qui établit un nouveau record national en 2 min 56 s 72, devance les États-Unis et Trinité-et-Tobago.
Lors des championnats du monde en salle à Sopot, le Bahaméen devient vice-champion du monde sur 400 m derrière le Tchèque Pavel Maslak et devant l'Américain Kyle Clemons dans le temps de 45 s 58.
Le 20 mars 2016, Brown devient vice-champion du monde en salle avec ses coéquipiers du relais 4 x 400 m lors des championnats du monde en salle de Portland en 3 min 04 s 75, derrière les États-Unis (3 min 02 s 45) mais devant Trinité-et-Tobago (3 min 05 s 51).

## Palmarès
| Date | Compétition                    | Lieu           | Résultat | Épreuve   | Temps         |
| ---- | ------------------------------ | -------------- | -------- | --------- | ------------- |
| 2000 | Jeux olympiques                | Sydney         | 3e       | 4 × 400 m | 2 min 59 s 23 |
| 2001 | Championnats du monde          | Edmonton       | 1er      | 4 × 400 m | 2 min 58 s 19 |
| 2002 | Jeux du Commonwealth           | Melbourne      | 7e       | 400 m     | 45 s 67       |
| 2002 | Jeux du Commonwealth           | Melbourne      | 3e       | 4 × 400 m | 3 min 01 s 35 |
| 2003 | Championnats du monde          | Paris          | 3e       | 4 × 400 m | 3 min 00 s 53 |
| 2004 | Jeux olympiques                | Athènes        | 6e       | 4 × 400 m | 3 min 01 s 88 |
| 2005 | Championnats du monde          | Helsinki       | 4e       | 400 m     | 44 s 48       |
| 2005 | Championnats du monde          | Helsinki       | 2e       | 4 × 400 m | 2 min 57 s 32 |
| 2006 | Championnats du monde en salle | Moscou         | 3e       | 400 m     | 45 s 78       |
| 2006 | Jeux du Commonwealth           | Melbourne      | 4e       | 400 m     | 45 s 19       |
| 2007 | Championnats du monde          | Osaka          | 4e       | 400 m     | 44 s 45       |
| 2007 | Championnats du monde          | Osaka          | 2e       | 4 × 400 m | 2 min 59 s 18 |
| 2007 | Jeux panaméricains             | Rio de Janeiro | 1er      | 400 m     | 44 s 85       |
| 2007 | Jeux panaméricains             | Rio de Janeiro | 1er      | 4 × 400 m | 3 min 01 s 94 |
| 2008 | Championnats du monde en salle | Valence        | 3e       | 400 m     | 46 s 26       |
| 2008 | Jeux olympiques                | Pékin          | 4e       | 400 m     | 44 s 84       |
| 2008 | Jeux olympiques                | Pékin          | 2e       | 4 × 400 m | 2 min 58 s 03 |
| 2009 | Championnats du monde          | Berlin         | 5e       | 400 m     | 45 s 47       |
| 2009 | Finale mondiale                | Thessalonique  | 2e       | 400 m     | 45 s 49       |
| 2010 | Championnats du monde en salle | Doha           | 1er      | 400 m     | 45 s 96       |
| 2012 | Championnats du monde en salle | Istanbul       | 3e       | 400 m     | 45 s 90       |
| 2012 | Jeux olympiques                | Londres        | 4e       | 400 m     | 44 s 79       |
| 2012 | Jeux olympiques                | Londres        | 1er      | 4 × 400 m | 2 min 56 s 72 |
| 2014 | Championnats du monde en salle | Sopot          | 2e       | 400 m     | 45 s 58       |
| 2014 | Relais mondiaux de l'IAAF      | Nassau         | 2e       | 4 × 400 m | 2 min 57 s 59 |
| 2014 | Jeux du Commonwealth           | Glasgow        | 2e       | 4 × 400 m | 3 min 00 s 51 |
| 2014 | Coupe continentale             | Marrakech      | 3e       | 4 × 400 m | 3 min 02 s 78 |
| 2015 | Relais mondiaux de l'IAAF      | Nassau         | 2e       | 4 × 400 m | 2 min 58 s 91 |
| 2016 | Championnats du monde en salle | Portland       | 2e       | 4 x 400 m | 3 min 04 s 75 |
| 2016 | Jeux olympiques                | Rio de Janeiro | 3e       | 4 x 400 m | 2 min 58 s 49 |

## Records
| Épreuve | Épreuve   | Temps              | Vent      | Lieu       | Date         |
| ------- | --------- | ------------------ | --------- | ---------- | ------------ |
| 100 m   | Plein air | 10 s 26            | + 1,3 m/s | Manchester | 17 mai 2014  |
| 200 m   | Plein air | 20 s 58            | 0.0 m/s   | Nassau     | 26 juin 2015 |
| 300 m   | Plein air | 31 s 99            | —         | Birmingham | 7 juin 2015  |
| 400 m   | Plein air | 44 s 40            | —         | Oslo       | 6 juin 2008  |
| 400 m   | En salle  | 45 s 58            | —         | Sopot      | 8 mars 2014  |
| 800 m   | Plein air | 1 min 49 s 54 (NR) | —         | Maracaibo  | 17 août 1998 |